# José Rodolfo Pacho
José Rodolfo Pacho (ur. 30 stycznia 1996 w Quinindé) – ekwadorski lekkoatleta specjalizujący się w skoku o tyczce.
Czwarty zawodnik mistrzostw panamerykańskich juniorów (2013). W 2014 bez powodzenia startował na juniorskich mistrzostwach świata oraz zdobył złoty medal czempionatu ibero-amerykańskiego. Brązowy medalista mistrzostw panamerykańskich juniorów w Edmonton (2015).
Rekord życiowy: 5,55 (26 czerwca 2019, Goleniów) rekord Ekwadoru.

## Osiągnięcia
| Rok  | Impreza                                     | Miejsce        | Pozycja           | Wynik |
| ---- | ------------------------------------------- | -------------- | ----------------- | ----- |
| 2013 | Mistrzostwa świata juniorów młodszych       | Donieck        | el. – 15. miejsce | 4,70  |
| 2013 | Mistrzostwa panamerykańskie juniorów        | Medellín       | 4. miejsce        | 4,80  |
| 2014 | Mistrzostwa świata juniorów                 | Eugene         | el. – 16. miejsce | 5,10  |
| 2014 | Mistrzostwa ibero-amerykańskie              | São Paulo      | 1. miejsce        | 5,20  |
| 2014 | Młodzieżowe mistrzostwa Ameryki Południowej | Montevideo     | 1. miejsce        | 5,10  |
| 2015 | Mistrzostwa Ameryki Południowej juniorów    | Cuenca         | 1. miejsce        | 5,15  |
| 2015 | Igrzyska panamerykańskie                    | Toronto        | 6. miejsce        | 5,00  |
| 2015 | Mistrzostwa panamerykańskie juniorów        | Edmonton       | 3. miejsce        | 5,35  |
| 2016 | Mistrzostwa ibero-amerykańskie              | Rio de Janeiro | 4. miejsce        | 5,05  |